# Luis Solignac
Luis Emilio Solignac (Buenos Aires, 16 februari 1991) is een Argentijns voetballer. In 2015 verruilde hij Nueva Chicago voor Colorado Rapids.

## Clubcarrière
Solignac stroomde vanuit de jeugd van CA Platense door naar het eerste team. Daar werd hij aan vier verschillende clubs verhuurd. Zijn meest succesvolle tijd kende hij als huurling bij het Finse IFK Mariehamn. Hij speelde daar twee seizoenen en maakte in totaal twintig doelpunten in eenenveertig wedstrijden. In 2014 werd hij met veertien doelpunten gedeeld topscorer van de Veikkausliiga. Via Nueva Chicago kwam Solignac terecht bij Colorado Rapids, waar hij op 1 mei 2015 tekende. Zijn competitiedebuut maakte hij op 24 mei 2015 tegen Vancouver Whitecaps.